# José Demaría López
José Luis Demaría López, plus connu comme « Campúa », né à Jerez de la Frontera en 1870 et mort à Madrid le 22 septembre 1936, est un photographe et journaliste espagnol.

## Biographie

### Débuts
À Jerez de la Frontera, José Luis Demaría López partage son activité entre apprenti barbier et assistant dans le cabinet photographique de Diego González Lozano, le père de Diego González Ragel.
De passage dans la ville en 1893, le photographe Manuel Compañy l'embauche et l'emmène avec lui à Madrid pour qu'il prenne en charge l'une de ses succursales au 29 de la rue Fuencarral, dans le centre. Il est rapidement nommé chef de studio. Plus tard, quand Compañy acquiert la Galerie Greco, Demaría López en prend la charge.
Le 20 décembre 1900, il inaugure son propre studio au no 2 de la rue Espoz y Mina, dans le centre, où il travaille comme portraitiste et commence à travailler pour des journaux. Maîtrisant le français et l'anglais, il parvient à collaborer assez rapidement avec des revues les plus prestigieuses, aussi bien au niveau national qu'international.
Il prend un pseudonyme car il considère que ses noms de famille n'étaient pas suffisamment accrocheurs commercialement ; il commence par prendre comme surnom le nom d'une ville quelconque : Capoue (« Capua », en espagnol), en Italie. Mais l'imprimerie où il a passé la commande de la publicité se trompe et intercale la lettre « m » en plein milieu, donnant ainsi « Campúa » ; il adopte finalement ce pseudonyme. Quelques années plus tard, Alphonse XIII l'autorisera à utiliser ce pseudonyme comme nom de famille

### Collaborations et spécialisation
Il part dans la région montagneuse de Ronda y Setenil pour photographier l'expédition de brigands d'« El Vivillo » ; bien qu'il n'arrive pas à ses fins, il parvient à réaliser un nouveau type de reportage, d'un courage et d'une vivacité informative encore jamais vus en Espagne, et dont « Campúa » s'en fait un style propre.

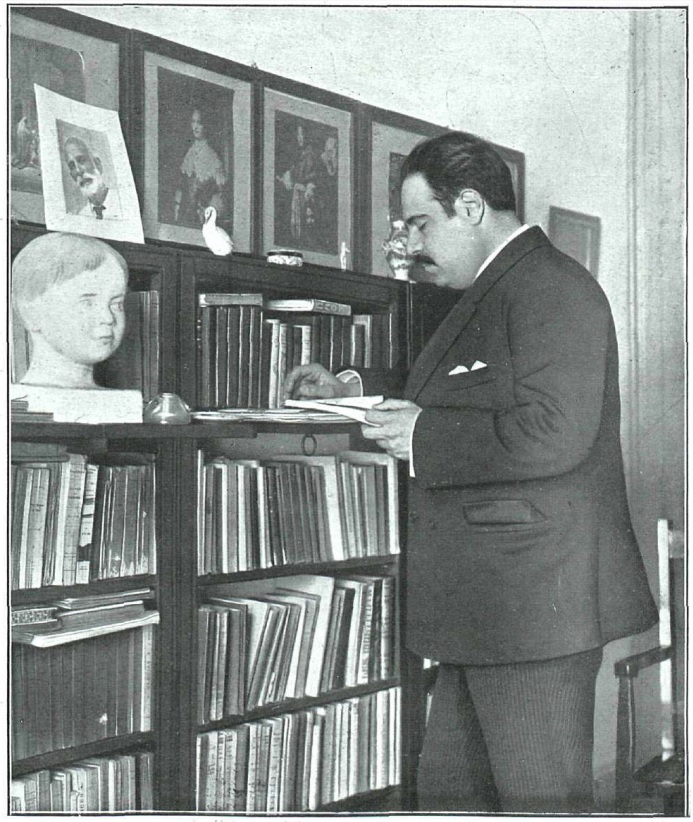
Eugeni d'Ors, collaboration avec El Caballero Audaz (La Esfera, 1916).

En 1904, il devient reporter pour Nuevo Mundo, intègre l'Association de la presse de Madrid (es) en 1905 et devient collaborateur du journaliste et ami José María Carretero Novillo (es), connu comme « El caballero audaz » (« le gentleman audacieux »), avec qui il maintient à la fois une solide relation d'amitié et de travail. Il devient d'ailleurs par la suite un photographe régulier des entretiens de Carretero Novillo dans La Esfera.

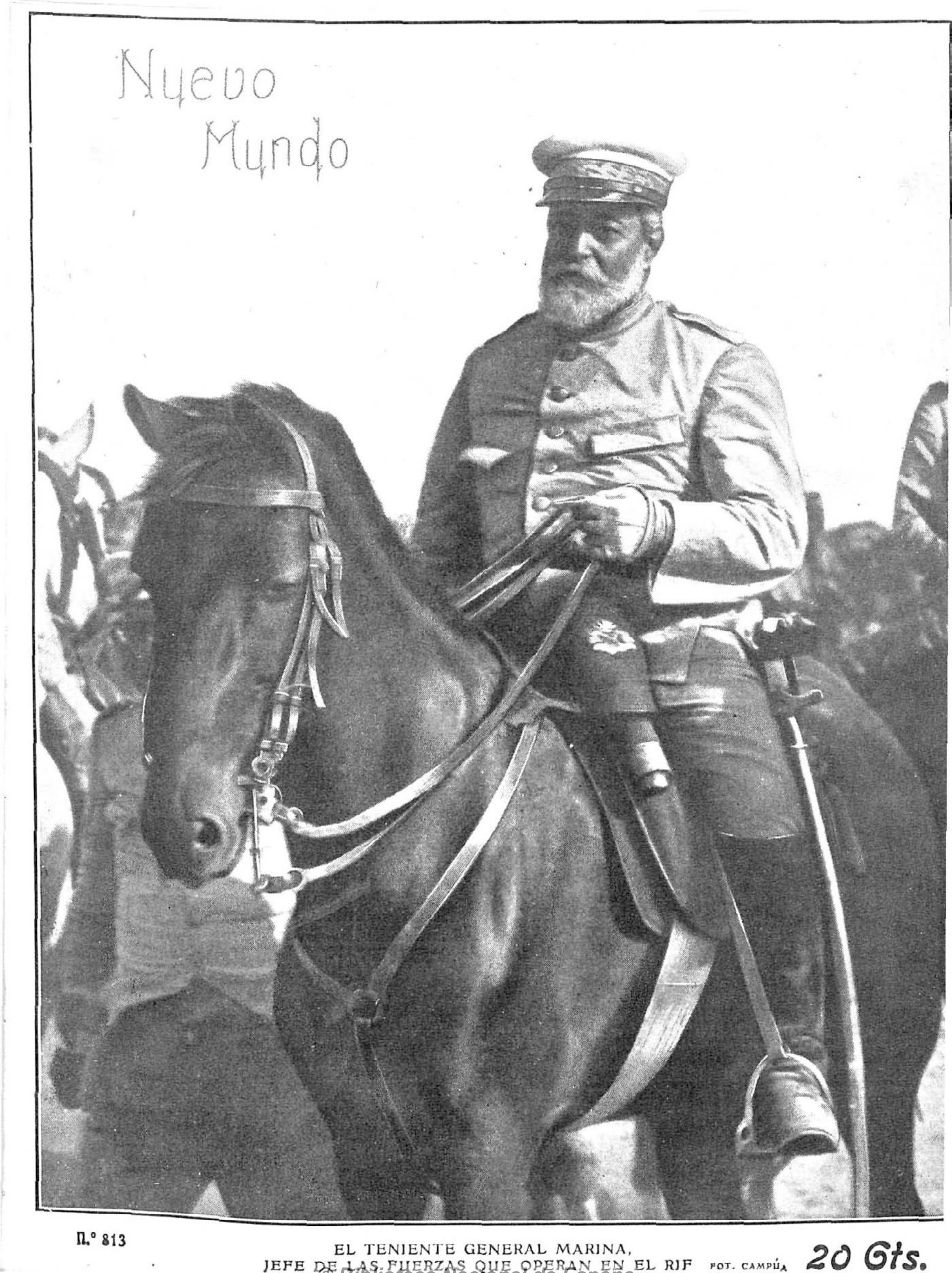
Lieutenant General Marina, chef des forces du Rif (Nuevo Mundo, 1909).

Il se spécialise dans la couverture des voyages du roi Alphonse XIII de par tout le pays, ce qui mène les deux hommes a forger une grande amitié. Il l'accompagne en 1909 en Andalousie, lors de ses visites à Paris, Berlin, Londres, etc. En 1905, il obtient à Badajoz une image impressionnante d'une femme agenouillée devant le roi, lui demandant clémence pour son fils condamné à mort.
La guerre du nord de l'Afrique marquera très sensiblement sa forme de comprendre et de faire du photojournalisme, prenant de l'avance sur les reporters européens en leur montrant le chemin à suivre dans les grandes guerres à venir. Une fois la guerre au Maroc commencée, Demaría López se fait remarquer comme reporter graphique dans la guerre du Rif en 1909 et devient alors le reporter le plus prestigieux et populaire en Espagne. Ses photographies à Tardix, Nador, Annual, el Gurugú et dans le Barranco del Lobo ou les premières instantanées prises par un espagnol à bord d'une montgolfière sont envoyées dans les principales revues dans le monde et triplent le tirage de Nuevo Mundo. En obtenant ainsi une reconnaissance internationale et nationale, il se voit décoré de deux Croix rouges du mérite militaire ainsi que de l'Ordre d'Alphonse XII « pour avoir brisé les moules du journalisme espagnol ». Cette dernière reconnaissance lui a été décernée par le roi Alphonse XIII lui-même, qui profite de l'occasion pour le nommer « Photographe de la Maison Royale ».

### Diversification professionnelle
En 1911, lui, Verdugo Landi, Mariano Zavala et José María Díaz Casariego abandonnent la revue Nuevo Mundo pour fonder Mundo Gráfico, qui deviendra la publication le plus tirée parmi celles qui utilisent la photographie comme élément central. Il la dirige de mai 1921 à décembre 1935.
Il réalise le portrait de grandes personnalités comme Eduardo Dato Iradier, Antonio Maura, Pablo Iglesias Posse, Gregorio Marañón, Miguel de Unamuno, Azorín, Pío Baroja, Ramón María del Valle-Inclán, Amadeu Vive, María Guerrero ou Joaquín Dicenta (es).
À partir des années 1920, il développe sa carrière comme entrepreneur théâtral dans des locaux madrilènes tels que Royalty, Romea et Madrid Cinema. Il est par ailleurs auteurs de plusieurs comédies théâtrales et radiophoniques telles que De polo a polo, écrite avec Felipe Moreno ou deux autres pièces coécrites avec Joaquín Vela, ¡Por si las moscas…! et Noche loca.

### Famille et mort
Il se marie avec Felisa Vázquez, avec qui il aura quatre enfants : Luis, María de las Mercedes, Felisa et José, dit José Demaría Vázquez "Campúa" (es), qui deviendra lui aussi un photographe prestigieux et portant le même pseudonyme que son père dès 1920.
Après avoir été fait prisonnier dans la Checa du Ministère de l'Équipement, José Demaría López est assassiné devant la porte de chez lui, le 22 septembre 1936, à cause de ses étroites relations avec la monarchie. Sa maison a été pillée et une grande partie de ses documents ont été perdus.

## Postérité

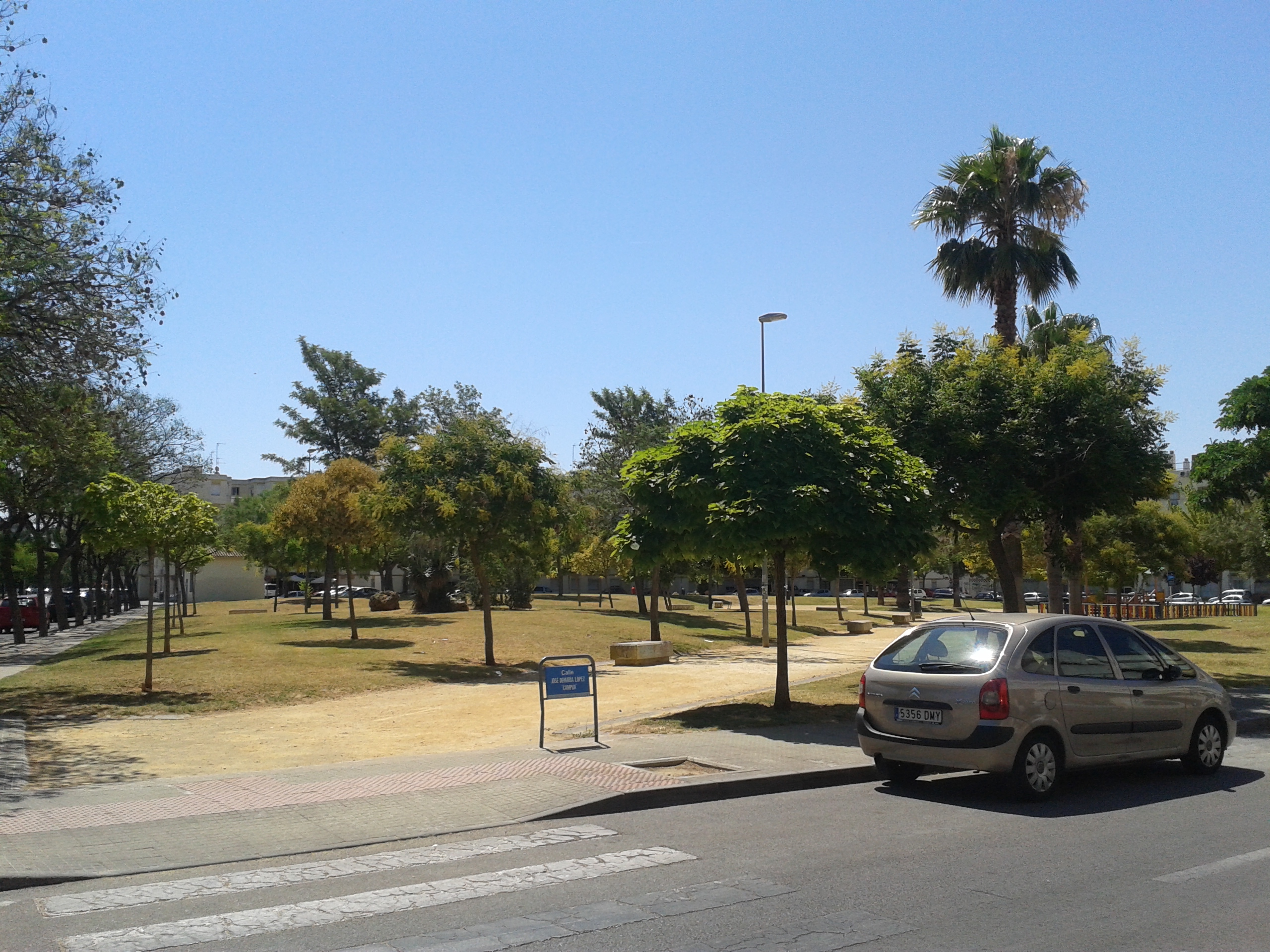
Parc en son honneur à Jerez

Depuis le début des années 2000, une rue de Jerez de la Frontera porte le nom de Calle de José de María López Campúa, à la suite d'une proposition de l'association culturelle Cine-Club Popular. La même ville a également nommé un parc en son honneur.